# 美洲籃球冠軍聯賽
美洲籃球冠軍聯賽（英語：Basketball Champions League Americas），是美洲的的男子籃球聯賽。它成立於2019年，取代了FIBA美洲聯賽成為美洲最高級別的聯盟。

## 历史
2019年9月24日，国际篮球联合会启动了这项新赛事。赛事的命名仿照欧洲籃球冠軍聯賽。
这项赛事取代了FIBA美洲聯賽成為美洲最高級別的聯盟。赛事共有12支球队参与，他们都是各国篮球联赛中的优胜者。2019赛季于当年10月开赛。